# Deildenapen
Deildenapen är ett berg i Antarktis. Det ligger i Östantarktis. Norge gör anspråk på området. Toppen på Deildenapen är 2 040 meter över havet, eller 403 meter över den omgivande terrängen. Bredden vid basen är 3,5 km.
Terrängen runt Deildenapen är huvudsakligen kuperad. Trakten är obefolkad. Det finns inga samhällen i närheten. 